# Bitwa w dolinie Ia Đrăng
Bitwa w dolinie Ia Đrăng (zwana też bitwą o Ia Đrăng) – pierwsza bitwa lądowa w czasie wojny wietnamskiej, w której udział wzięły regularne wojska Wietnamskiej Armii Ludowej i US Army (wcześniej walki z partyzantką Vietcongu prowadzili żołnierze południowowietnamscy wspierani lotnictwem amerykańskim).
Bitwa była sprawdzianem bojowym amerykańskiej 1 Dywizji Kawalerii (Powietrzno-Manewrowej). Po stronie Wietnamu Północnego po raz pierwszy na terenie Wietnamu Południowego od czasu bitwy pod Dien Bien Phu działała jednostka szczebla dywizyjnego. Do bitwy doszło w rezultacie coraz cięższych strat oddziałów Wietnamu Południowego w walkach z Vietcongiem. 28 lipca 1965 roku prezydent USA Lyndon Johnson, po wielokrotnych prośbach gen. Williama Westmorelanda, zadecydował o wysłaniu do Wietnamu 1 Dywizji Kawalerii (Powietrzno-Manewrowej), której zadania 26 października zostały zmienione z funkcji regulująco-wspomagającej na zdecydowanie ofensywną. Po ciężkich walkach między 14 a 18 listopada o LZ X-Ray i LZ Albany żołnierze Dywizji Kawalerii Powietrznej zmusili wojska Wietnamu Północnego do wycofania się na pewien czas poza granice kraju, do sąsiedniej Kambodży.

## Tło
Nazwa bitwy wywodzi się od niewielkiej rzeki Đrăng, wypływającej z gór Płaskowyżu Centralnego i płynącej około 70 km przez lesistą i odludną dolinę, porośniętą trawami słoniowymi (wysokimi prawie na metr w tym rejonie) w kierunku południowo-zachodnim, przekraczając granicę wietnamsko-kambodżańską i wpływającej do rzeki Srepok, która wpada do Mekongu.
Tereny płaskowyżu centralnego były miejscem ciężkich walk od początku II wojny indochińskiej, zwłaszcza oddziałów partyzanckich, którym rejon górzysty ułatwiał działania w zwalczaniu oddziałów sajgońskich, głównie zmotoryzowanych. Zmotoryzowane wojska sajgońskie ze względu na ciężki do przebycia teren musiały trzymać się głównych dróg, często stając się celem partyzantki Vietcongu. Do poważniejszego ataku na konwój południowowietnamski, jadący z Pleiku do Quy Nhơn drogą QL-19, doszło 2 lipca 1964 roku. W wyniku tego ataku oddziały Vietcongu zniszczyły 36 ciężarówek, zabijając 29 żołnierzy. Ze względu na te wydarzenia w rejonie Płaskowyżu pojawiły się amerykańskie oddziały specjalne (Zielone Berety), mające utrudniać działania partyzantki.
Przy wsparciu Wietnamu Północnego rosnące w siłę oddziały Vietcongu coraz odważniej atakowały obiekty rządowe, ważne strategicznie wioski i skutecznie odpierały ofensywy oddziałów południowowietnamskich, które od klęski ratowało lotnictwo amerykańskie. W tym samym czasie w Hanoi zaplanowano wprowadzenie do rejonu Płaskowyżu Centralnego trzech „Frontów Polowych” (odpowiednik dywizji piechoty). Do głównych działań wyznaczono Front B-3 pod dowództwem gen. Chu Huy Mâna a operację nazwano Tây Nguyên. Jej celem było zdobycie obozów sił specjalnych w Đức Cơ, Plei Me, Polei Kleng i miast Kon Tum i Pleiku, w którym znajdowała się kwatera główna II Korpusu południowowietnamskiego. Następnie wojska północnowietnamskie planowały przebicie się do wybrzeża i przecięcie Wietnamu Południowego na pół. Operacja ta miała na celu zachwiać rządem Wietnamu Południowego i zwiększyć zasięg ludowego powstania.

## Walki o Plei Me

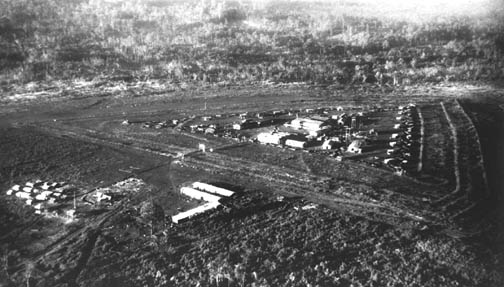
Obóz Plei Me

Pierwszym celem ataku był obóz Plei Me, który otwierał drogę do Pleiku. Walki o obóz Plei Me rozpoczęły się o godzinie 23.00 19 października 1965 roku atakiem 2. batalionu z 33. pułku północnowietnamskiego Frontu B-3. Najpierw obóz ostrzelano moździerzami i granatnikami. Pół godziny później żołnierze północnowietnamscy ruszyli do szturmu obozu, nie zważając na intensywny ostrzał Zielonych Beretów i ponosząc duże straty. W wyniku intensywnego natarcia i małej widoczności obrońcy zaczęli się obawiać zdobycia obozu przez wroga. Aby wesprzeć obrońców, najpierw po trzech godzinach walk nad obóz skierowano samolot amerykański C-123 Provider z 309 Air Comando Sguadron, który zrzucił flary oświetleniowe, dzięki czemu pozycje batalionów północnowietnamskich szturmujących obóz stały się widoczne. Następnie na pomoc nadleciały samoloty szturmowe Skyraidery A-1 E, lecz nie mogły zbombardować szturmujących z powodu małej odległości od pozycji obrońców, ostrzelano więc pozostałe bataliony 33. pułku, będące w rezerwie i zadając im duże straty. Wkrótce nad obozem pojawiły się też śmigłowce szturmowe UH-1 Huey z 52. batalionu lotniczego z Camp Holloway w celu wsparcia obrońców.
W wyniku celnego ostrzału z dział bezodrzutowych około szóstej rano 20 października zniszczony został bunkier w północno-wschodnim narożniku obozu. Saperzy północnowietnamscy, widząc zniszczony bunkier, ruszyli do natarcia przez linię zasieków, chcąc przedrzeć się do obozu. Zadanie to okazało się niewykonalne z powodu silnego ostrzału z broni maszynowej. W tym samym czasie w Pleiku po burzliwych naradach zadecydowano o wysłaniu sił odsieczy siłami 22. batalionu południowowietnamskiego. Odsiecz była możliwa dzięki zapewnieniu gen. Larsena skierowanemu do gen. Loca o obronie Pleiku przez Amerykanów w razie ataku. Przesłane posiłki dla wsparcia obozu, coraz intensywniejsze naloty i ciężkie straty wojsk północnowietnamskich spowodowały, że dowództwo Frontu 25 października wydało rozkaz przerwania oblężenia obozu i wycofania się w kierunku Chư Pông.
Odwrót 33. pułku nie oznaczał koniec walk o Plei Me. Wojska Frontu B-3 nie zdobyły obozu ani sił wsparcia wysłanych z Pleiku. Gen. Westmoreland, wiedząc, że w dolinie Ia Đrăng znajdują się dwa pułki północnowietnamskie zagrażające Pleiku próbował odgadnąć ich położenie i zamiary, wreszcie, kiedy gen. Harry Kinnard wyraził opinię, że zniszczenie oddziałów północnowietnamskich przez 1. Dywizję jest możliwe, zgodził się na podjęcie przez nią działań.

## Ofensywa 1 DK
W wyniku decyzji o podjęciu działań przez 1 Dywizję, zmieniono charakter działania oddziałów amerykańskich z wsparcia na ofensywne wszystkimi dostępnymi siłami na obszarze 2500 km². Zmieniono również sposób działań: wojska południowowietnamskie prowadziły teraz walki minimum kilkoma batalionami. Zadaniem działań oddziałów 1. Brygady było maksymalne rozśrodkowanie oddziałów na dużym terenie, co było możliwe dzięki doskonałej łączności oraz dużej liczbie śmigłowców. Po przerzuceniu batalionu w odpowiedni rejon, przystępował on do patrolowania małymi siłami. W razie kontaktu z wrogiem natychmiast za pomocą śmigłowców przerzucano posiłki w rejon walki; za pomocą ciężkich CH-54 możliwe było też przenoszenie haubic M102. Do koordynowania tych działań wyznaczony został ppłk. John B. Stoner.
Zmiana działań dała rezultaty. Już 1 listopada o godzinie 7:20 doszło do pierwszego kontaktu z Wietnamczykami, który nie byłby możliwy bez pomocy śmigłowców obserwacyjnych OH-13. Po ciężkich walkach po południu tego dnia zdobyto budynek, który okazał się północnowietnamskim szpitalem polowym. W ręce Amerykanów dostało się wyposażenie szpitala i dosyć duża ilość broni, a co najważniejsze, mapy i 44 jeńców. W walkach zginęło 11 żołnierzy, a 47 zostało rannych, straty przeciwnika były o wiele wyższe: 300 poległych i ponad 200 rannych.

## Walki o LZX-Ray
Po zapoznaniu się ze zdobytymi na terenie szpitala planami, z których najcenniejszą zdobyczą była ukryta w książce szczegółowa mapa wszystkich szlaków komunikacyjnych Frontu w dolinie Ia Đrăng i opis miejsc bazowania jednostek północnowietnamskich, dowódcy amerykańscy doszli do wniosku, że szukają niewłaściwego nieprzyjaciela w niewłaściwym miejscu. Według gen. Kinnarda miejscem głównej bazy armii północnowietnamskiej był rejon Chư Pông. W wyniku tego postanowił zaatakować oddziały wroga siłami 1. Brygady, której był dowódcą, oraz 3. Brygady płk. Thomasa Browna.
Po decyzji Kinnarda 13 listopada płk. Brown udał się do stanowiska dowodzenia kompanii A batalionu ppłk. Moore’a (którego uważał za jednego z najlepszych dowódców batalionów w Dywizji) w celu przeanalizowania szczegółów działania. Po odlocie Browna ppłk. Moore ustalił ze swoim oficerem operacyjnym batalionu kpt. Gregorym Dillonem, że miejscem do desantu będzie polana mogąca pomieścić od ośmiu do dziesięciu śmigłowców o nazwie LZ X-Ray.
Według planu pierwsza miała wylądować kompania Bravo ppłk. Moore’a, a następnie kompanie A i B w kierunku północno-zachodnim, potem kompania C w południowo-zachodnim, kompania Delta miała kontrolować wszystkie moździerze batalionu, plutony rozpoznawcze a karabiny maszynowe stanowić miały rezerwę.
Desant 16 śmigłowcami na LZ X-Ray rozpoczęto 14 listopada o godzinie 10:48; pierwszy z Hueya wyskoczył ppłk. Moore, a za nim reszta żołnierzy. Na stanowisko dowodzenia Moore wybrał duży kopiec termitów, wysoki prawie na trzy metry; w rejonie kopca ulokowało się większość żołnierzy z kompanii B, a jedynie jeden pluton dowodzony przez ppor. Alana Deweneya wysłano celem rozpoznania. Kontakt z wrogiem nastąpił niebawem – już o 11:15 sierż. Mingo (weteran wojny koreańskiej) z plutonu Deweneya pojmał jeńca, którego natychmiast przesłuchał Moore. Z relacji pojmanego wynikało, że na stoku masywu niedaleko strefy zrzutu znajdują się trzy bataliony północnowietnamskie gotowe do walki.

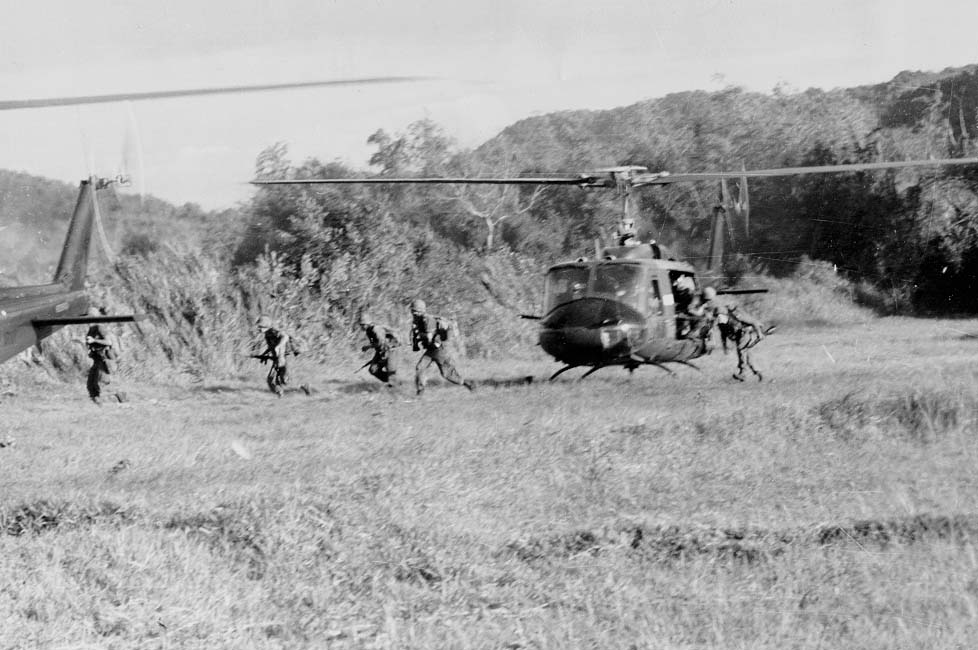
Desant żołnierzy 1. batalionu 7 Pułku Kawalerii na LZ X-Ray

O godzinie 12.15 pluton Deweneya został zaatakowany i ponosił coraz większe straty. W wyniku tego Moore nakazał kpt. Herrenowi z (z kompanii B) wyruszenie na pomoc atakowanemu plutonowi a kpt. Ramanowi (z kompanii A) ochronę lądowiska do przybycia kompanii C. Z rozkazu Herrena drugi pluton ppor. Herricka, który był za pierwszym, ruszył na pomoc kolegom, lecz w wyniku pościgu za kilkoma Wietnamczykami stracił z nimi kontakt i do tego został zaatakowany przez około 40 żołnierzy północnowietnamskich zmierzających do X-Ray. W wyniku tych działań na pomoc pierwszemu plutonowi wyruszył z rozkazu Herrena trzeci pluton. Tymczasem o godzinie 13:32 wylądował czwarty desant, co oznaczało, że kompania A była już w komplecie. W związku z tym, decyzją Moore’a kpt. O'Nadal wydzielił jeden pluton z kompanii A do pomocy kompanii Bravo, a sam zabezpieczył rejon koryta strumienia, gdzie spodziewano się natarcia. W tym samym czasie rejon strumienia obsadzony przez Amerykanów został zaatakowany w sile około 150 żołnierzy północnowietnamskich. Po ciężkich walkach i silnym ostrzale z karabinów M60 oddział wietnamski został zdziesiątkowany.
Dowództwo północnowietnamskie skierowało w rejon strumienia następne bataliony, te z powodu silnego ostrzału wspartego artylerią również zaczęły się szybko wycofywać. O godzinie 16.00 po uzupełnieniu sił Moore nakazał przeprowadzenie ataku siłami kompanii A i B w celu odbicia utraconego plutonu Herricka, który znajdował się w krytycznym położeniu i był pozbawiony dowódcy, ponieważ ppor. Herrick o godz. 14.30 zmarł w wyniku ran. Zadanie odbicia plutonu nie powiodło się i pod wieczór żołnierze amerykańscy powrócili do rejonu koryta strumienia, czyli na pozycje wyjściowe. Ku zadowoleniu Moore’a o godzinie 17:00 przybyło wsparcie w postaci kompanii B 2. batalionu 7 Pułku Kawalerii kpt. Diduryka, łącznie 122 żołnierzy, i, co najważniejsze, desant został przeprowadzony bez strat. Późnym popołudniem walki ucichły, dzięki czemu można było dowieźć zaopatrzenie i zabrać rannych; między innymi w jednym z lotów na X-Ray przybył reporter Joe Galloway, na którego przybycie wyraził zgodę ppłk. Moore.
O godzinie 6:50 do ataku na X-Ray ruszył 7. batalion 66. pułku północnowietnamskiego. Próby ściągnięcia wsparcia lotniczego i artyleryjskiego przez Moore’a nie powiodły się z powodu bliskości wroga. Wietnamczycy silnie ostrzeliwali Amerykanów w rejonie dowodzenia kompanii A oraz B. Ciężkie walki trwały również w południowym i południowo-wschodnim sektorze; mimo ognia artyleryjskiego i karabinów maszynowych Wietnamczycy atakowali, nie zważając na straty. Na sektor kompanii D 1. batalionu 7 Pułku Kawalerii ruszyło trzystu żołnierzy ubranych na czarno (ubrania tego koloru nosiły oddziały Vietcongu) z batalionu H-15. Sytuacja stawała się coraz cięższa dla Amerykanów, szczególnie dramatyczna była w kompanii C. W związku z tym por. Hastings nadał o godzinie 7:00 zakodowany sygnał Broken Arrow, co oznaczało, że amerykańska jednostka jest w trudnym położeniu i każdy znajdujący się nad Wietnamem Południowym amerykański samolot ma udać się w ten rejon. Wynikiem tego nad X-Ray zaroiło się samolotów i atakowano cele wskazane przez Hastingsa.
W czasie silnych nalotów na X-Ray wylądowało 13 śmigłowców UH-1 D z 229. batalionu, przywożąc kompanię A 2. batalionu 7 Pułku Kawalerii kpt. Joela Sugidnisa. Moore od razu rozkazał, aby jeden pluton wysłać w celu wsparcia sektora kompanii C, pozostałe miały zająć stanowiska w północnym sektorze kompanii Diduryka. Po dwóch i pół godzinie ciężkich walk natarcie wietnamskie zostało zakończone. Możliwe również stało się wszczęcie poszukiwań zaginionego plutonu Herricka, którym dowodził sierż. Savage. W tym celu Moore wysłał w rejon plutonu kompanię Herena osłanianą przez kompanię A od strony wschodniej i C od zachodniej. Po dotarciu do plutonu okazało się, że pozostali przy życiu żołnierze Herricka w wyniku zmęczenia po dwudziestogodzinnych walkach nie są w stanie wrócić o własnych siłach. Rozpoczęto więc powolny transport do Camp Holloway i po udzieleniu pierwszej pomocy do szpitali w Quy Nhơn i Nha Trang.
Po raz pierwszy w wojnie wietnamskiej, kilka minut po godzinie 16, amerykańskie lotnictwo przeprowadziło zmasowany atak za pomocą superfortec B-52 Stratofortress na północny rejon masywu Chư Pông. W wyniku nalotu oddziały północnowietnamskie poniosły ciężkie straty, naloty bardzo osłabiły też morale żołnierzy.
Rankiem kilka minut po godzinie 4 do ataku na kompanię A 2. batalionu 7 Pułku Kawalerii ruszył 7. batalion 66. pułku północnowietnamskiego, wspierany oddziałami H-15 Vietcongu w sile ponad 300 żołnierzy. I tym razem atak nie powiódł się z powodu silnego ognia maszynowego Amerykanów, którzy strzelali pod oświetlonym przez flary niebem. O 4:45 następna grupa ponad 200 żołnierzy ruszyła na stanowiska kompanii B 2. batalionu 7 Pułku Kawalerii, i tym razem dzięki flarom atak został jednak odparty.
Przed południem sytuacja na LZ X-Ray wyglądała spokojnie poza sporadycznymi atakami snajperów wietnamskich. Dlatego o 10:40 przyszedł rozkaz od płk. Browna o wycofaniu batalionu Moore’a w celu odpoczynku; dowództwo nad siłami amerykańskimi przejąć miał ppłk. Bob Tully, dowódca 2. batalionu 7 Pułku Kawalerii. Rozpoczęła się ewakuacja batalionu Moore’a za pomocą UH-1 do LZ Falcon, skąd chinookami zostali przewiezieni do Camp Holloway. Razem z żołnierzami Moore’a odleciał też reporter Joe Galloway, który przed odlotem zrobił jeszcze zdjęcie małej flagi amerykańskiej zatkniętej na pniu drzewa. Ostatni z batalionu wsiadł do śmigłowca pułkownik Moore, który jako pierwszy również wysiadł na LZ X-Ray.
Dowództwo północnowietnamskiego Frontu w wyniku dużych strat nakazało wycofanie większości oddziałów z rejonu masywu do sąsiedniej Kambodży. Pozostał tylko 8. batalion 66 Pułku i resztki H-15, ich zadaniem było atakowanie niektórych baz, aby odwrócić uwagę i ułatwić wycofywanie się głównych sił.

## Walki o LZAlbany
W rejonie LZ Xray pozostały dwa bataliony: 2. batalion 5 Pułku Kawalerii i 2. batalion 7 Pułku Kawalerii, które według planu płk. Browna miały najpierw poruszać się razem; po przebyciu około 3 kilometrów 2. batalion 5 Pułku Kawalerii miał ruszyć na północny wschód, w kierunku LZ Columbus, a 2. batalion 7 Pułku Kawalerii w kierunku północno-zachodnim do dużej polany nazwanej LZ Alabany w celu ochrony lądowiska, miał też być gotowy do przerzucenia śmigłowcami w inne miejsce.

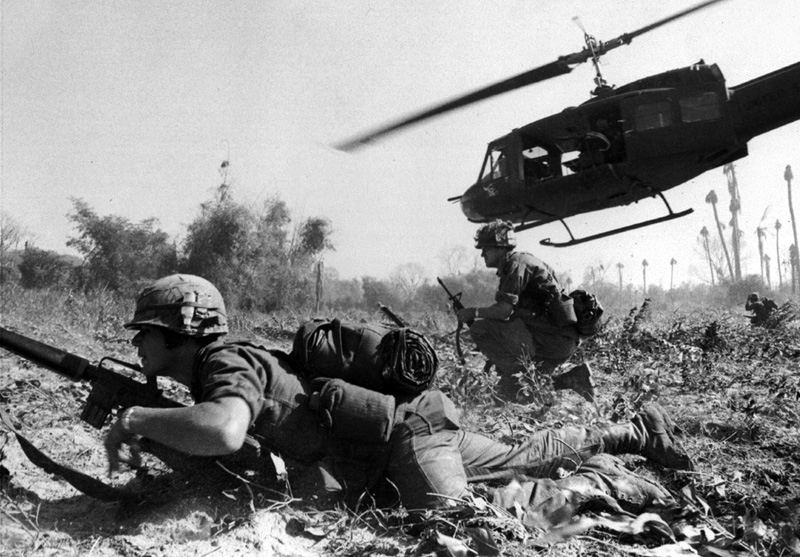
Desant żołnierzy na Ia Đrăng listopad 1965

Zgodnie z planem Browna, o godzinie 9:00 17 listopada jako pierwszy wyruszył 2. batalionu 5 Pułku Kawalerii ppłk. Boba Tully'ego, który do LZ Columbus dotarł bez przeszkód o 11.38. O 9:10 wyruszył 2. batalion 7 Pułku Kawalerii ppłk. Roberta McDade'a. Po kilkugodzinnym marszu o godzinie 13:15 na idący na przedzie 1. pluton z kompanii Alpha uderzyła kompania żołnierzy północnowietnamskich z batalionu powstałego z 33. pułku, a dwie kompanie z 8. batalionu uderzyły w bok kolumny na odcinku kompanii C i D. W wyniku oskrzydlenia 1. pluton został zniszczony a w krytycznej sytuacji znajdował się 2. pluton i pluton rozpoznawczy. Ciężkie walki odbywały się na przeciwległym końcu kolumny zajmowanym przez kompanię A 1. batalionu 5 Pułku Kawalerii kpt. George'a Foresta. Tu jednak skuteczniej odpierano ataki wroga celnym ogniem M16 i M60.
Wietnamski dowódca, widząc, że ma do czynienia z większymi siłami, skierował kompanię rezerwową w miejsce, gdzie stykały się kompanie C i D. Było to dużym zaskoczeniem dla Amerykanów, którzy ponieśli ciężkie straty, niektórzy w pozycji odpoczynku, np. oparci o drzewo. Wietnamczycy ostrzeliwali kompanie amerykańskie, które poruszały się w trawie, z drzew i kopców. W niedługim czasie trzy kompanie Amerykanów przestały istnieć jako zwarte jednostki bojowe. Od tej pory toczyła się pojedyncza walka lub niewielkimi grupkami o przetrwanie, gdzie w trawie widoczność dochodziła zaledwie do kilku metrów.
Z okrążonego batalionu zaczęto wzywać pomocy; o pomoc prosił mjr Henry będący na czele batalionu oraz oficer kierowania artylerii kpt. Joe Price. Początkowo wsparcie nie było możliwe z powodu gęstego dymu unoszącego się nad Albany. Po godzinie nad polaną kompanii Alpha pojawiły się śmigłowce mjr. Bartholomewa, a po chwili skyraidery, które obrzuciły nieprzyjaciela bombami napalmowymi, w ostatniej chwili zatrzymując natarcie 33. pułku. Późnym popołudniem walki na LZ Albany osłabły i możliwe stało się przerzucenie z Camp Holloway wsparcia w postaci kompanii Diduryka liczącej 96 żołnierzy. Po przybyciu wsparcia mocno podniosło się morale kawalerzystów.
Po północy kpt. Forrest odebrał sygnał od oficera o kryptonimie Ghost 4-6, który informował, że jest ciężko ranny, a dookoła leży kilkudziesięciu rannych Amerykanów. Na pomoc Forrest wysłał 1. pluton sierż. Kluge'a. Po dotarciu na miejsce okazało się, że to ranny por. Robert Jeanette, dowódca plutonu broni ciężkiej kompanii Charlie 2. batalionu 7 Pułku Kawalerii, a dookoła niego leży około 40 rannych żołnierzy. Spośród nich 1. pluton mógł ewakuować tylko 18, reszta musiała zostać. Z rannymi pozostał sanitariusz st. szer. Daniel Torrez, który zgłosił się sam do tego zadania. Wszystkich pozostałych, czołgając się, opatrzył i poprzenosił w okolice kopca. W trakcie udzielania pomocy rannym spostrzegł trzech zbliżających się Wietnamczyków, odczekał, aż zbliżą się na kilka metrów i zastrzelił wszystkich. Rano 18 listopada z rozkazu kpt. Forresta przybyły z odsieczą dwa plutony, którym Torrez sygnalizował pozycję granatem dymnym. Za zasługi te Daniel Torrez został odznaczony krzyżem Distinguished Service Cross.
Walki o LZ Albany dobiegły końca, rozpoczęto zbieranie i wywożenie zabitych i rannych śmigłowcami. Na początku planowano transport śmigłowcami UH-1, jednak, gdy się okazało, jak wielu jest rannych i zabitych, ściągnięto chinooki, którymi wywieziono wszystkich zabitych i rannych. W walkach o LZ Albany zwycięstwo odniosły oddziały amerykańskie. W wyniku walk 403 Wietnamczyków poległo, straty amerykańskie wyniosły 155 żołnierzy, do tego 121 rannych.

## Skutki
Bitwa w dolinie la Đrăng zakończyła się zwycięstwem Amerykanów, była też jednak trudnym sprawdzianem dla 1. Dywizji Kawalerii. Zwycięstwo nie byłoby możliwe bez wsparcia lotnictwa, zwłaszcza śmigłowców, dzięki którym jednostki Dywizji mogły operować w bardzo trudnym, niemalże pozbawionym dróg terenie. Walki w Wietnamie odbywały się bez określonej linii frontu. Uważano, że wygrywał ten, kto zabił więcej żołnierzy przeciwnika (w bitwie zginęło 1519 Wietnamczyków i 304 Amerykanów). W bitwie w dolinie la Đrăng wyszło na jaw też jednak wiele nieprawidłowości, między innymi niedostatki w dowożeniu zaopatrzenia do walczących oddziałów oraz brak odpowiedniej koordynacji podczas operacji wsparcia, co przy bardzo ciężkich walkach 14-17 listopada 1965 roku mogło skończyć się tragicznie dla walczących na X-Ray i Albany. Zwycięstwo to w dużej mierze zostało też zmarnowane. Brak zgody polityków na kontynuowanie operacji poza granicami Wietnamu umożliwił oddziałom nieprzyjaciela zregenerowanie sił w Kambodży i uzupełnienie swoich stanów osobowych nowymi żołnierzami z Północy.
Z powodu wycofania się USA z wojny wietnamskiej bitwa w dolinie la Đrăng poszła w niepamięć. Społeczeństwo ponownie się nią zainteresowało dzięki staraniom emerytowanego już Hala Moore’a i Joego Gallowaya, którzy 17 października 1993 roku doprowadzili do spotkania na LZ X-Ray dowódców obu stron. W spotkaniu uczestniczył między innymi Nguyễn Hữu An. Wydarzenia z bitwy w dolinie la Đrăng Moore opisał w swojej książce We Were Soldiers Once… And Young, na podstawie której w 2001 roku nakręcono film pt. Byliśmy żołnierzami z Melem Gibsonem w roli ppłk. Moore’a.